# 원용걸
원용걸(Yongkul Won)은 서울시립대학교의 총장이다

## 학력
- 서울대학교 경제학과 학사
- 서울대학교 대학원 국제경제학과 석사
- 인디애나 대학교 블루밍턴 박사